# Bonnie Rock
Bonnie Rock is een plaats in de regio Wheatbelt in West-Australië.

## Geschiedenis
Ten tijde van de Europese kolonisatie leefden de Kalamaia Aborigines in de streek.
De spoorweg die vanuit Burakin, door Beacon en Kulja, naar het oosten werd doorgetrokken bereikte Bonnie Rock in april 1931. In januari dat jaar was er reeds een waterreservoir aangelegd. In 1932 werd het plaatsje Bonnie Rock officieel gesticht. Het werd vernoemd naar een nabijgelegen rots. De rots werd door de plaatselijke sandelhoutsnijders 'Bunny Rock' genoemd nadat ze er de eerste konijnen die in het district werden waargenomen hadden geschoten.
Op 30 november 1935 werd een gemeenschapszaal geopend, de 'Bonnie Rock Hall'. De zaal werd gebruikt voor feesten, misvieringen en als schooltje. Het dorp kende rond die tijd haar hoogtepunt. Er woonden 119 belastingbetalers en het had twee winkels, een beenhouwerij, een pension en sportvelden. In 1943 werd een winkel gesloten en het gebouw naar een nabijgelegen boerderij verhuisd. Italiaanse krijgsgevangenen, die vanwege de arbeidstekorten tijdens de Tweede Wereldoorlog als arbeidskrachten op boerderijen werden ingezet, produceerden er 1 meter hoge betonnen bloempotten die ze echter niet meer konden verplaatsten. Door een reeks droogtes en de crisis van de jaren 30 was Bonnie Rock tegen 1944 een spookdorp. De gemeenschapszaal bleef echter dienst doen als ontmoetingsplaats voor de bewoners van de boerderijen rondom.

## 21e eeuw
Bonnie Rock maakt deel uit van het lokale bestuursgebied (LGA) Shire of Mukinbudin, een landbouwdistrict. Het is een verzamel- en ophaalpunt voor de oogst van de graanproducenten uit de streek die bij de Co-operative Bulk Handling Group zijn aangesloten. In 2021 telde Bonnie Rock 60 inwoners tegenover 63 in 2006.
Bonnie Rock heeft een gemeenschapszaal.

## Toerisme
Onderstaande toeristische bezienswaardigheden liggen nabij Bonnie Rock:
- Cleomine Horse, een langs de 'Wialki Road' opgericht beeld ter herdenking aan de paardenboerderij van George Lansdell, een vooraanstaand paardenhandelaar en bookmaker uit Perth uit de eerste helft van de 20e eeuw.
- Beringbooding Rock, een in 1937 in een rots uitgehouwen watertank. De watertank werd als onderdeel van een na de crisis van de jaren 30 opgestart tewerkstellingsprogramma aangelegd.
- Elachbutting Rock, een granieten ontsluiting die doet denken aan Wave Rock.

## Transport
Bonnie Rock ligt 115 kilometer ten noorden van de Great Eastern Highway en 190 kilometer ten oosten van de Great Northern Highway, 346 kilometer ten noordoosten van de West-Australische hoofdstad Perth, 115 kilometer ten noorden van Merredin en 50 kilometer ten noorden van Mukinbudin.
De spoorweg die tot Bonnie Rock loopt maakt deel uit van het goederenspoorwegnetwerk van Arc Infrastructure.